# Historisch afroamerikanische Colleges und Hochschulen
Als Historisch afroamerikanische Colleges und Hochschulen (feststehender engl. Ausdruck: Historically black colleges and universities, gängige Abkürzung HBCU) werden in den Vereinigten Staaten beheimatete Bildungseinrichtungen aus dem tertiären Bildungsbereich bezeichnet, die vor dem Jahre 1964 gegründet wurden und die ursprünglich der Ausbildung der Afroamerikaner dienten.

## Überblick

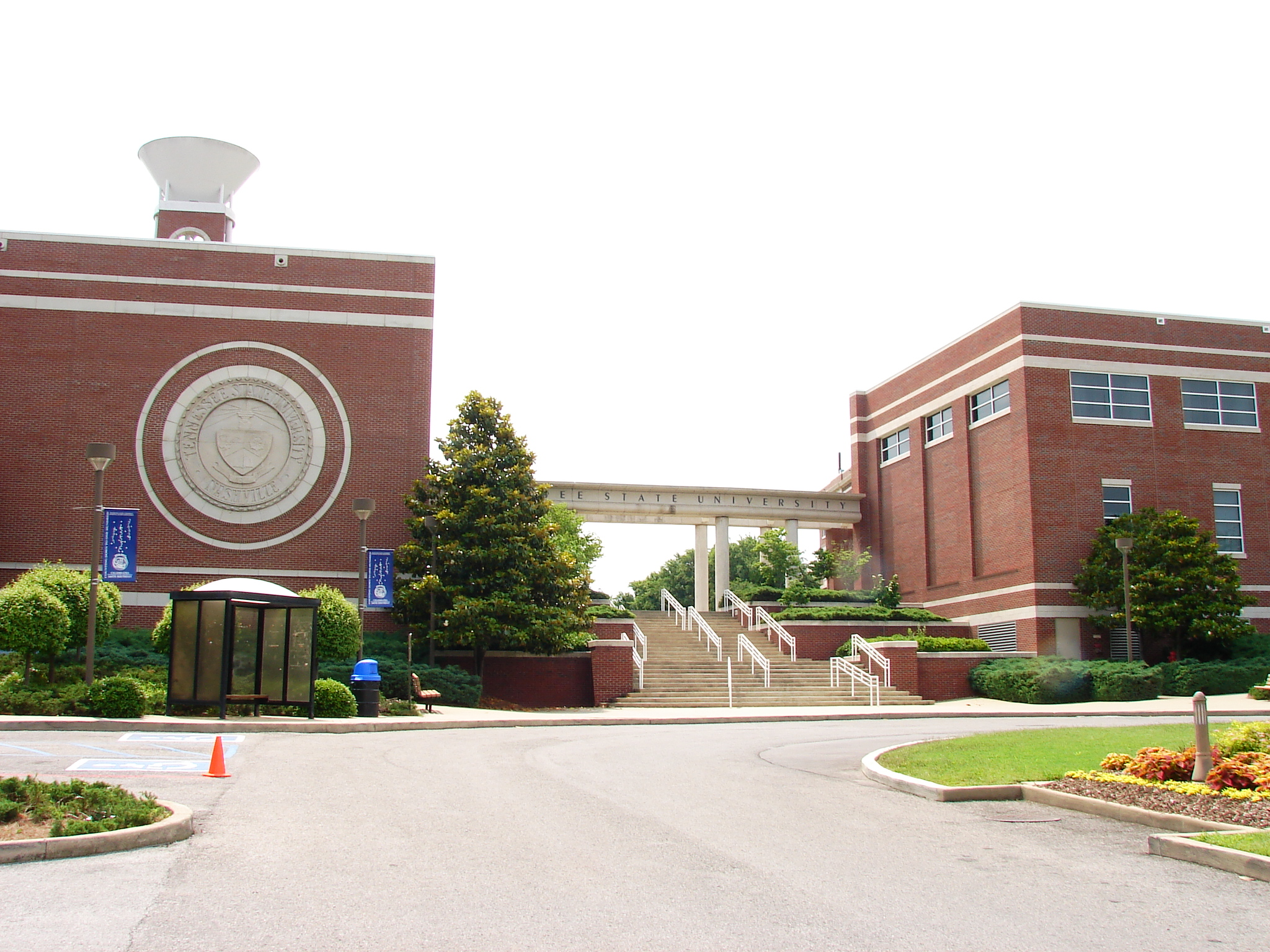
Tennessee State University

Der Higher Education Act of 1965, ein Gesetz zur Hochschulbildung in den Vereinigten Staaten, definiert eine HBCU als „…jedes historisch schwarze College oder jede Universität, die vor 1964 gegründet wurde und deren zentrale Aufgabe die Bildung von schwarzen Amerikanern war und ist…“
Es existieren rund 105 Colleges und Universitäten, die zur Gruppe der HBCUs gerechnet werden, darunter sind sowohl private wie öffentliche Einrichtungen, zwei- und vierjährige Hochschulen, medizinische Fakultäten und Gemeindecolleges. Viele entstanden als kirchliche Einrichtungen mit theologischer Ausbildung, andere zur Lehrerausbildung als Normal School. 1837 wurde durch eine Schenkung des Quäkers Richard Humphreys das erste Institute for Colored Youth in Philadelphia gegründet, das erste der HBCU in America – heute Cheyney University of Pennsylvania.
Viele HBCU wurden nach dem Sezessionskrieg gegründet, bekannte Ausnahmen sind beispielsweise die im Jahre 1854 entstandene Lincoln University in Pennsylvania und die Wilberforce University in Ohio aus dem Jahr 1856. Einige der HBCU wurden nach jahrzehntelangem Betrieb während der 1930er und 1940er Jahre geschlossen. Gründe für die Schließungen waren die große Depression und finanzielle Schwierigkeiten. Beispiele hierfür sind die Western University in Kansas und die Walden University in Nashville, Tennessee.
Andere Bildungseinrichtungen haben ebenfalls einen hohen Anteil afroamerikanischer Studenten, wurden jedoch erst nach der Umsetzung des Urteils im Prozess Brown v. Board of Education vor dem U.S. Supreme Court und des Higher Education Act im Jahre 1965, das die Rassentrennung in öffentlichen Bildungseinrichtungen untersagte, eröffnet oder ließen afroamerikanische Studenten zu. Sie werden nicht als HBCU, sondern als „überwiegend schwarz“ bezeichnet. Einige der HBCUs haben inzwischen eine Mehrheit nicht-afroamerikanischer Studenten, hierzu gehört insbesondere die West Virginia State University, deren Studentenschaft sich seit Mitte der 1960er zu rund 90 Prozent aus weißen Studenten zusammensetzt.
Der 1944 gegründete United Negro College Fund fördert Stipendien an 37 verschiedenen HBCUs.

## Liste der HBCUs
(geordnet nach Bundesstaaten, privat/öffentlich, Name nach Alphabet; früheste Gründungen bis 1867 fett)
| Hochschule                                     | Sitz                              | Gründung | Art        | Konfession                                                       | Bemerkung                                                                                         |
| ---------------------------------------------- | --------------------------------- | -------- | ---------- | ---------------------------------------------------------------- | ------------------------------------------------------------------------------------------------- |
| Concordia College                              | Selma (Alabama)                   | 1922     | privat     | Lutheran Church – Missouri Synod                                 | Bis 1981 als Alabama Lutheran Academy and Junior College                                          |
| Miles College                                  | Fairfield (Alabama)               | 1905     | privat     | Christian Methodist Episcopal Church                             | Bis 1941 als Miles Memorial College                                                               |
| Oakwood University                             | Huntsville (Alabama)              | 1896     | privat     | Siebenten-Tags-Adventisten                                       | Gegründet als Oakwood Industrial School                                                           |
| Selma University                               | Selma (Alabama)                   | 1878     | privat     | Alabama State Missionary Baptist Convention                      | Gegründet als Alabama Baptist Normal and Theological School                                       |
| Stillman College                               | Tuscaloosa (Alabama)              | 1876     | privat     |                                                                  |                                                                                                   |
| Talladega College                              | Talladega County (Alabama)        | 1867     | privat     | United Church of Christ                                          | Bis 1869 als Swayne School                                                                        |
| Tuskegee University                            | Tuskegee (Alabama)                | 1881     | privat     |                                                                  |                                                                                                   |
| Alabama Agricultural and Mechanical University | Normal (Alabama)                  | 1875     | öffentlich |                                                                  | Gegründet als Colored Normal School at Huntsville                                                 |
| Alabama State University                       | Montgomery (Alabama)              | 1867     | öffentlich |                                                                  | Gegründet als Lincoln Normal School of Marion                                                     |
| Bishop State Community College                 | Mobile (Alabama)                  | 1927     | öffentlich |                                                                  | Ursprünglich ein Ableger des Alabama State College                                                |
| Gadsden State Community College                | Gadsden (Alabama)                 | 1925     | öffentlich |                                                                  | Gegründet als Alabama School of Trades                                                            |
| J. F. Drake State Technical College            | Huntsville (Alabama)              | 1961     | öffentlich |                                                                  | Gegründet als Huntsville State Vocational Technical School                                        |
| Lawson State Community College                 | Bessemer (Alabama)                |          | öffentlich |                                                                  |                                                                                                   |
| Shelton State Community College                | Tuscaloosa (Alabama)              | 1952     | öffentlich |                                                                  | Gegründet als J.P. Shelton Trade School                                                           |
| Trenholm State Technical College               | Montgomery (Alabama)              | 1947     | öffentlich |                                                                  | Gegründet als John M. Patterson Technical School                                                  |
| Arkansas Baptist College                       | Little Rock (Arkansas)            | 1884     | privat     | Baptisten                                                        | Gegründet als Minister’s Institute                                                                |
| Philander Smith College                        | Little Rock (Arkansas)            | 1877     | privat     | United Methodist Church                                          | Gegründet als Walden Seminary                                                                     |
| University of Arkansas at Pine Bluff           | Pine Bluff (Arkansas)             | 1873     | öffentlich |                                                                  | Gegründet als Branch Normal College                                                               |
| Delaware State University                      | Dover (Delaware)                  | 1891     | öffentlich |                                                                  | Gegründet als The State College for Colored Students                                              |
| Howard University                              | Washington, D.C.                  | 1867     | privat     |                                                                  | als einzige schon früh Universität genannt                                                        |
| University of the District of Columbia         | Washington, D.C.                  | 1851     | öffentlich |                                                                  | Gegründet als private Miner Normal School                                                         |
| Bethune-Cookman University                     | Daytona Beach (Florida)           | 1904     | privat     | United Methodist Church                                          | Gegründet als Daytona Educational and Industrial Training School for Negro Girls                  |
| Edward Waters College                          | Jacksonville (Florida)            | 1866     | privat     | African Methodist Episcopal Church                               | Gegründet als Brown Theological Institute                                                         |
| Florida Memorial University                    | Miami Gardens (Florida)           | 1879     | privat     | American Baptist Home Mission Society                            | Gegründet als Florida Baptist Institute in Live Oak                                               |
| Florida A&M                                    | Tallahassee (Florida)             | 1887     | öffentlich |                                                                  | Gegründet als State Normal College for Colored Students                                           |
| Clark Atlanta University                       | Atlanta (Georgia)                 | 1865     | privat     | Bischöfliche Methodistenkirche                                   |                                                                                                   |
| Interdenominational Theological Center         | Atlanta (Georgia)                 | 1958     | privat     | Ökumenische Bewegung                                             |                                                                                                   |
| Morehouse College                              | Georgia, Atlanta                  | 1867     | privat     | Baptisten                                                        | Gegründet als Augusta Institute                                                                   |
| Morehouse School of Medicine                   | Atlanta (Georgia)                 | 1975     | privat     |                                                                  | Ursprünglich als Teil des Morehouse College errichtet                                             |
| Morris Brown College                           | Vine City (Georgia)               | 1881     | privat     | African Methodist Episcopal Church                               |                                                                                                   |
| Paine College                                  | Augusta (Georgia)                 | 1882     | privat     | United Methodist Church und Christian Methodist Episcopal Church | Gegründet als Paine Institute                                                                     |
| Spelman College                                | Atlanta (Georgia)                 | 1881     | privat     |                                                                  | Gegründet als Atlanta Baptist Female Seminary                                                     |
| Albany State University                        | Albany (Georgia)                  | 1903     | öffentlich |                                                                  | Gegründet als Albany Bible and Manual Training Institute                                          |
| Fort Valley State University                   | Fort Valley (Georgia)             | 1895     | öffentlich |                                                                  | Gegründet als Fort Valley High and Industrial School                                              |
| Savannah State University                      | Savannah (Georgia)                | 1890     | öffentlich |                                                                  | Gegründet als Georgia State Industrial College for Colored Youth                                  |
| Kentucky State University                      | Frankfort (Kentucky)              | 1886     | öffentlich |                                                                  | Gegründet als State Normal School for Colored Persons                                             |
| Dillard University                             | New Orleans (Louisiana)           | 1869     | privat     | United Church of Christ und United Methodist Church              | Entstanden aus der Straight University und der Union Normal School                                |
| Xavier University of Louisiana                 | New Orleans (Louisiana)           | 1915     | privat     | Römisch-katholische Kirche                                       | Entstanden aus der St. Katharine Drexel und der Sisters of the Blessed Sacrament                  |
| Grambling State University                     | Grambling (Louisiana)             | 1901     | öffentlich |                                                                  | Gegründet als Colored Industrial and Agricultural School                                          |
| Southern University and A&M College            | Baton Rouge (Louisiana)           | 1881     | öffentlich |                                                                  | Gegründet auf Initiative von P. B. S. Pinchback, T. T. Allain und Henry Demas                     |
| Southern University at New Orleans             | New Orleans (Louisiana)           | 1959     | öffentlich |                                                                  | Gegründet als Zweig der Southern University in Baton Rouge                                        |
| Southern University at Shreveport              | Shreveport (Louisiana)            | 1967     | öffentlich |                                                                  | Teil des Southern University System                                                               |
| Bowie State University                         | Prince George’s County (Maryland) | 1865     | öffentlich |                                                                  | Gegründet als Baltimore Normal School                                                             |
| Coppin State University                        | Baltimore (Maryland)              | 1900     | öffentlich |                                                                  | Gegründet als Colored High School                                                                 |
| Morgan State University                        | Baltimore (Maryland)              | 1867     | öffentlich | Ursprünglich: Methodist Episcopal                                | Gegründet als Centenary Biblical Institute                                                        |
| University of Maryland Eastern Shore           | Princess Anne (Maryland)          | 1886     | öffentlich | Ursprünglich: Methodist Episcopal                                | Gegründet als Delaware Conference Academy                                                         |
| Lewis College of Business                      | Detroit (Michigan)                | 1928     | privat     |                                                                  | Gegründet als Lewis Business College                                                              |
| Rust College                                   | Holly Springs (Mississippi)       | 1866     | privat     | United Methodist Church                                          | Bis 1882 als Shaw University                                                                      |
| Tougaloo College                               | Madison County (Mississippi)      | 1869     | privat     | American Missionary Association                                  | Gegründet als Tougaloo University                                                                 |
| Alcorn State University                        | Lorman (Mississippi)              | 1871     | öffentlich |                                                                  | Zu Ehren von James L. Alcorn als Alcorn University gegründet                                      |
| Coahoma Community College                      | Coahoma County (Mississippi)      | 1924     | öffentlich |                                                                  | Gegründet als Coahoma County Agricultural High School                                             |
| Hinds Community College at Utica               | Utica (Mississippi)               | 1903     | öffentlich |                                                                  | Gegründet als Utica Junior College                                                                |
| Jackson State University                       | Jackson (Mississippi)             | 1877     | öffentlich | American Baptist Home Mission Society                            | Gegründet als Natchez Seminary                                                                    |
| Mississippi Valley State University            | Itta Bena (Mississippi)           | 1950     | öffentlich |                                                                  | Gegründet als Mississippi Vocational College                                                      |
| Harris-Stowe State University                  | St. Louis (Missouri)              | 1857     | öffentlich |                                                                  | Gegründet privat als St. Louis Normal School                                                      |
| Lincoln University of Missouri                 | Jefferson City                    | 1866     | öffentlich |                                                                  | Gegründet als Lincoln Institute                                                                   |
| Bennett College                                | Greensboro (North Carolina)       | 1873     | privat     | United Methodist Church                                          |                                                                                                   |
| Johnson C. Smith University                    | Charlotte (North Carolina)        | 1867     | privat     | Presbyterian Church (U.S.A.)                                     | Gegründet als Biddle Memorial Institute                                                           |
| Livingstone College                            | Salisbury (North Carolina)        | 1879     | privat     | African Methodist Episcopal Zion Church                          | Gegründet als Zion Wesley Institute                                                               |
| St. Augustine's College                        | Raleigh (North Carolina)          | 1867     | privat     | Episkopalkirche der Vereinigten Staaten von Amerika              |                                                                                                   |
| Shaw University                                | Raleigh (North Carolina)          | 1865     | privat     | National Baptist Convention                                      |                                                                                                   |
| Elizabeth City State University                | Elizabeth City                    | 1891     | öffentlich |                                                                  |                                                                                                   |
| Fayetteville State University                  | Fayetteville (North Carolina)     | 1867     | öffentlich |                                                                  | Gegründet als Howard School                                                                       |
| North Carolina A&T State University            | Greensboro (North Carolina)       | 1891     | öffentlich |                                                                  |                                                                                                   |
| North Carolina Central University              | Durham (North Carolina)           | 1910     | öffentlich |                                                                  | Gegründet als National Religious Training School and Chautauqua                                   |
| Winston-Salem State University                 | Winston-Salem (North Carolina)    | 1892     | öffentlich |                                                                  | Gegründet als Slater Industrial and State Normal School                                           |
| Wilberforce University                         | Wilberforce (Ohio)                | 1856     | privat     | African Methodist Episcopal Church                               | Benannt nach William Wilberforce                                                                  |
| Central State University                       | Wilberforce (Ohio)                | 1887     | öffentlich | African Methodist Episcopal Church                               | Ursprünglich eine Fakultät der Wilberforce University                                             |
| Langston University                            | Langston (Oklahoma)               | 1897     | öffentlich |                                                                  | Gegründet als Oklahoma Colored Agricultural and Normal University                                 |
| Cheyney University of Pennsylvania             | Cheyney (Pennsylvania)            | 1837     | öffentlich |                                                                  | Gegründet privat als Institute for Colored Youth                                                  |
| Lincoln University                             | Chester County (Pennsylvania)     | 1854     | öffentlich |                                                                  | Gegründet privat als Ashmun Institute                                                             |
| Allen University                               | Columbia (South Carolina)         | 1870     | privat     | African Methodist Episcopal Church                               | Gegründet als Payne Institute                                                                     |
| Benedict College                               | Columbia (South Carolina)         | 1870     | privat     | American Baptist Churches USA                                    | Gegründet als Benedict Institute                                                                  |
| Claflin University                             | Orangeburg (South Carolina)       | 1869     | privat     | United Methodist Church                                          |                                                                                                   |
| Clinton Junior College                         | Rock Hill (South Carolina)        | 1894     | privat     | African Methodist Episcopal Zion Church                          | Gegründet als Clinton Institute                                                                   |
| Denmark Technical College                      | Denmark (South Carolina)          | 1947     | privat     |                                                                  | Gegründet als Denmark Area Trade School                                                           |
| Morris College                                 | Sumter (South Carolina)           | 1908     | privat     | Baptist Educational and Missionary Convention                    |                                                                                                   |
| Voorhees College                               | Denmark (South Carolina)          | 1897     | privat     | Episcopal Church                                                 | Gegründet als Denmark Industrial School                                                           |
| South Carolina State University                | Orangeburg (South Carolina)       | 1896     | öffentlich |                                                                  | Gegründet als Colored, Normal, Industrial, Agricultural, and Mechanical College of South Carolina |
| Fisk University                                | Nashville (Tennessee)             | 1866     | privat     | Churches of Christ                                               | Benannt nach Clinton Bowen Fisk                                                                   |
| Knoxville College                              | Knoxville (Tennessee)             | 1875     | privat     | United Presbyterian Church of North America                      |                                                                                                   |
| Lane College                                   | Jackson (Tennessee)               | 1882     | privat     | Christian Methodist Episcopal Church                             | Gegründet als Colored Methodist Episcopal High School                                             |
| LeMoyne-Owen College                           | Memphis (Tennessee)               | 1862     | privat     | United Church of Christ                                          | Gegründet als LeMoyne Normal and Commercial School                                                |
| Meharry Medical College                        | Nashville (Tennessee)             | 1876     | privat     | United Methodist Church                                          | Gegründet als the Medical Department of Central Tennessee College                                 |
| Tennessee State University                     | Nashville (Tennessee)             | 1912     | öffentlich |                                                                  | Gegründet als Agricultural and Industrial State Normal School                                     |
| Huston-Tillotson University                    | Austin (Texas)                    | 1881     | privat     | United Methodist Church / United Church of Christ                | Gegründet als Tillotson Collegiate and Normal Institute                                           |
| Jarvis Christian College                       | Hawkins (Texas)                   | 1912     | privat     | The Disciples                                                    |                                                                                                   |
| Paul Quinn College                             | Dallas (Texas)                    | 1872     | privat     | African Methodist Episcopal Church                               | Benannt nach William Paul Quinn                                                                   |
| SSt. Philip's College                          | San Antonio (Texas)               | 1898     | privat     | Episcopal Church                                                 | Gegründet als St. Philip's Sewing Class for Girls                                                 |
| Southwestern Christian College                 | Terrell (Texas)                   | 1948     | privat     | Churches of Christ                                               | Gegründet als Southern Bible Institute                                                            |
| Texas College                                  | Tyler (Texas)                     | 1894     | privat     | Christian Methodist Episcopal Church                             |                                                                                                   |
| Wiley College                                  | Marshall (Texas)                  | 1873     | privat     | Methodist Episcopal Church                                       | Benannt nach Isaac William Wiley                                                                  |
| Prairie View A&M University                    | Prairie View (Texas)              | 1876     | öffentlich |                                                                  | Gegründet als Alta Vista Agriculture & Mechanical College for Colored Youth                       |
| Texas Southern University                      | Houston (Texas)                   | 1947     | öffentlich |                                                                  | Gegründet als Texas State University for Negroes                                                  |
| University of the Virgin Islands               | United States Virgin Islands      | 1962     | öffentlich |                                                                  | Gegründet als College of the Virgin Islands                                                       |
| Hampton University                             | Hampton (Virginia)                | 1868     | privat     |                                                                  | Gegründet als Hampton Normal and Agricultural Institute                                           |
| Saint Paul’s College                           | Lawrenceville (Virginia)          | 1888     | privat     | Episkopalkirche der Vereinigten Staaten von Amerika              | Gegründet als Saint Paul Normal and Industrial School                                             |
| Virginia Union University                      | Richmond (Virginia)               | 1865     | privat     | American Baptist Churches USA                                    | Gegründet als Wayland Seminary                                                                    |
| Virginia University of Lynchburg               | Lynchburg (Virginia)              | 1886     | privat     | Baptisten                                                        | Gegründet als Lynchburg Baptist Seminary                                                          |
| Norfolk State University                       | Norfolk (Virginia)                | 1935     | öffentlich |                                                                  | Gegründet als Norfolk Unit of Virginia Union University                                           |
| Virginia State University                      | Petersburg (Virginia)             | 1882     | öffentlich |                                                                  | Gegründet als Virginia Normal and Collegiate Institute at Petersburg                              |
| Bluefield State College                        | Bluefield (West Virginia)         | 1895     | öffentlich |                                                                  | Gegründet als Bluefield Colored Institute                                                         |
| West Virginia State University                 | Kanawha County (West Virginia)    | 1891     | öffentlich |                                                                  | Gegründet als West Virginia Colored Institute                                                     |

## Ehemalige HBCUS
| Hochschule                   | Sitz                          | Gründung | Art        | Konfession                      | Bemerkung       |
| ---------------------------- | ----------------------------- | -------- | ---------- | ------------------------------- | --------------- |
| Barber-Scotia College        | Concord (North Carolina)      | 1867     | privat     | Presbyterianische Kirchen       | Schließung 1955 |
| Bishop College               | Dallas (Texas)                | 1881     | privat     | Baptist Home Mission Society    | Schließung 1988 |
| Mount Hermon Female Seminary | Clinton (Mississippi)         | 1875     | privat     | American Missionary Association | Schließung 1924 |
| Storer College               | Harpers Ferry (West Virginia) | 1865     | öffentlich |                                 | Schließung 1955 |